# ناحیه ینگی‌یول
ناحیه ینگی‌یول (به ازبکی: Yangiyoʻl tumani، ینگی‌یۉل تومنی) یک ناحیه در ازبکستان است که در ولایت تاشکند واقع شده‌است. ناحیه ینگی‌یول ۴۲۰ کیلومتر مربع مساحت و ۲۰۰٬۰۰۰ نفر جمعیت دارد.